# كيت ويزنر
كيت ماغواير ويزنر (من مواليد 11 فبراير 2001) هي لاعبة كرة قدم أمريكية محترفة تلعب كمدافعة لفريق واشنطن سبيريت في الدوري الوطني لكرة القدم للسيدات (NWSL). لعبت كرة القدم الجامعية لفريق بن ستيت نيتاني ليونز قبل أن يتم اختيارها من قبل سبيريت في الجولة الأولى من مسودة الدوري الوطني لكرة القدم للسيدات 2024.

### مسيرتها الكروية للنادي
اختار فريق واشنطن سبيريت ويزنر بالاختيار السابع الإجمالي في الجولة الأولى من مسودة الدوري الوطني لكرة القدم للسيدات لعام 2024، وكان اختيارهم الثالث في تلك الليلة. وتم توقيع عقد لمدة ثلاث سنوات. ظهرت في التشكيلة الأساسية للمباراة الافتتاحية ضد فريق سياتل رين في 17 مارس.